# Aorta
La aorta es la principal arteria del cuerpo humano, midiendo hasta 2,5 cm de diámetro (a la altura del diafragma) en adultos. Se origina en el ventrículo izquierdo del corazón, su trayecto inicial es ascendente, posteriormente forma un arco llamado arco aórtico y desciende atravesando el tórax hasta llegar al abdomen, donde se divide en las 2 ilíacas comunes que se dirigen a los miembros inferiores. Transporta y distribuye sangre rica en oxígeno y da origen a todas las arterias del sistema circulatorio excepto las arterias pulmonares que nacen en el ventrículo derecho del corazón.

## Características
La aorta es una arteria elástica que parte de la porción superior del ventrículo izquierdo, su pared es flexible y extensible. Cuando el ventrículo izquierdo del corazón se contrae en la sístole y propulsa la sangre hacia la aorta, esta se expande. Este estiramiento produce la energía potencial que ayuda a mantener la presión sanguínea durante la diástole, momento durante el cual se produce la retracción de la pared de la aorta.
Se llama distensibilidad arterial a la capacidad que tienen los vasos sanguíneos para distenderse y contraerse en respuesta a los cambios de volumen y de presión. La distensión de la porción inicial de la aorta se propaga a lo largo de las paredes arteriales en forma de una onda de distensión que alcanza las pequeñas arterias periféricas y constituye la onda del pulso. Puede detectarse fácilmente por palpación de la arteria radial en la muñeca.

## Partes de la aorta
La aorta se divide en tres partes: aorta ascendente, arco aórtico o cayado aórtico y aorta descendente. Esta última se divide en dos partes separadas por el diafragma que se llaman aorta torácica y aorta abdominal.

### Aorta ascendente
Es la primera porción de la aorta, mide unos cinco centímetros de largo, parte del ventrículo izquierdo del corazón con quien se comunica a través de la válvula aórtica. Nada más salir se inclina hacia delante y la derecha, pasando por delante de la arteria pulmonar, en su mismo origen da las dos primeras ramas, la arteria coronaria izquierda y derecha que son de importancia crucial, pues abastecen de oxígeno y nutrientes al corazón. Presenta una dilatación en su inicio denominada bulbo de la aorta, que corresponde a la visualización exterior de los senos aórticos (o de Valsalva), de los que se originan las arterias coronarias.

### Arco aórtico
El arco aórtico, también llamado cayado aórtico, se encuentra entre la aorta ascendente y descendente. Su porción central o proximal tiene forma de u invertida y da origen al tronco braquiocefálico, la carótida común izquierda y la subclavia izquierda. En el punto medio de este arco o cayado la aorta pasa desde el mediastino anterior al mediastino posterior. En la pared del arco aórtico se localizan gran cantidad de terminales nerviosas sensibles a la presión que reciben el nombre de barorreceptores y son de gran importancia para el mantenimiento de la presión arterial. Muy cerca se encuentran los cuerpos aórticos que son grupos de células que forman pequeñas estructuras de alrededor de 2 mm de diámetro que contienen quimiorreceptores capaces de detectar los cambios en la composición de la sangre, sobre todo la concentración de oxígeno.

### Aorta descendente

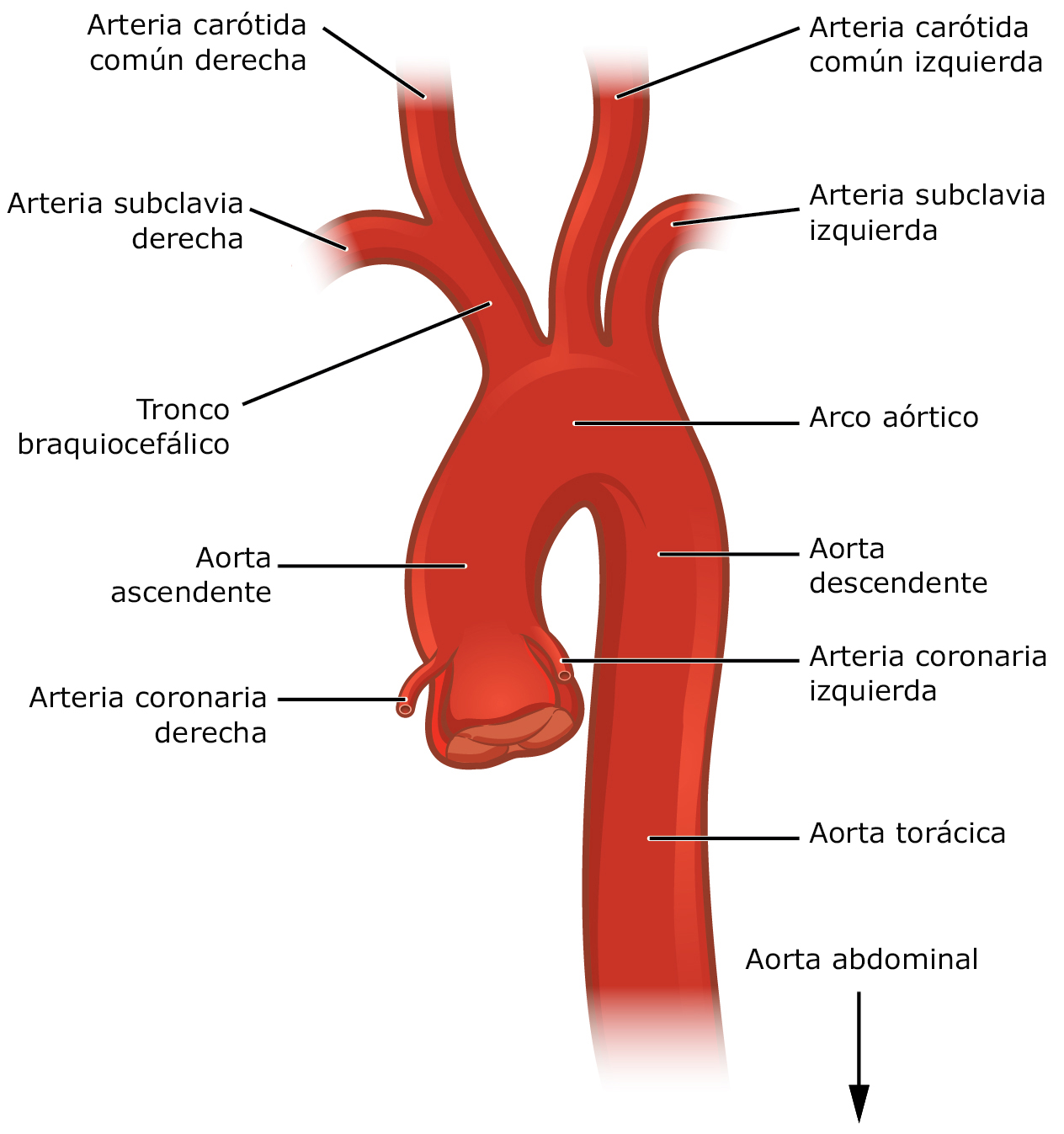
Ramas principales de la aorta torácica.

Es la sección que va desde el arco aórtico hasta el lugar donde se divide en las arterias ilíacas comunes. En su camino atraviesa el diafragma que la diferencia en dos regiones: aorta torácica y aorta abdominal.

#### Aorta torácica
Se denomina así a la mitad de la aorta descendente que va desde el final del cayado aórtico hasta el diafragma. Diámetro promedio 2,5 cm.

#### Aorta abdominal
Recibe este nombre la mitad de la aorta descendente que abarca desde el diafragma hasta la bifurcación de la misma. Diámetro promedio 2 cm en abdomen medio y 1,8 cm en la bifurcación.

## Histología

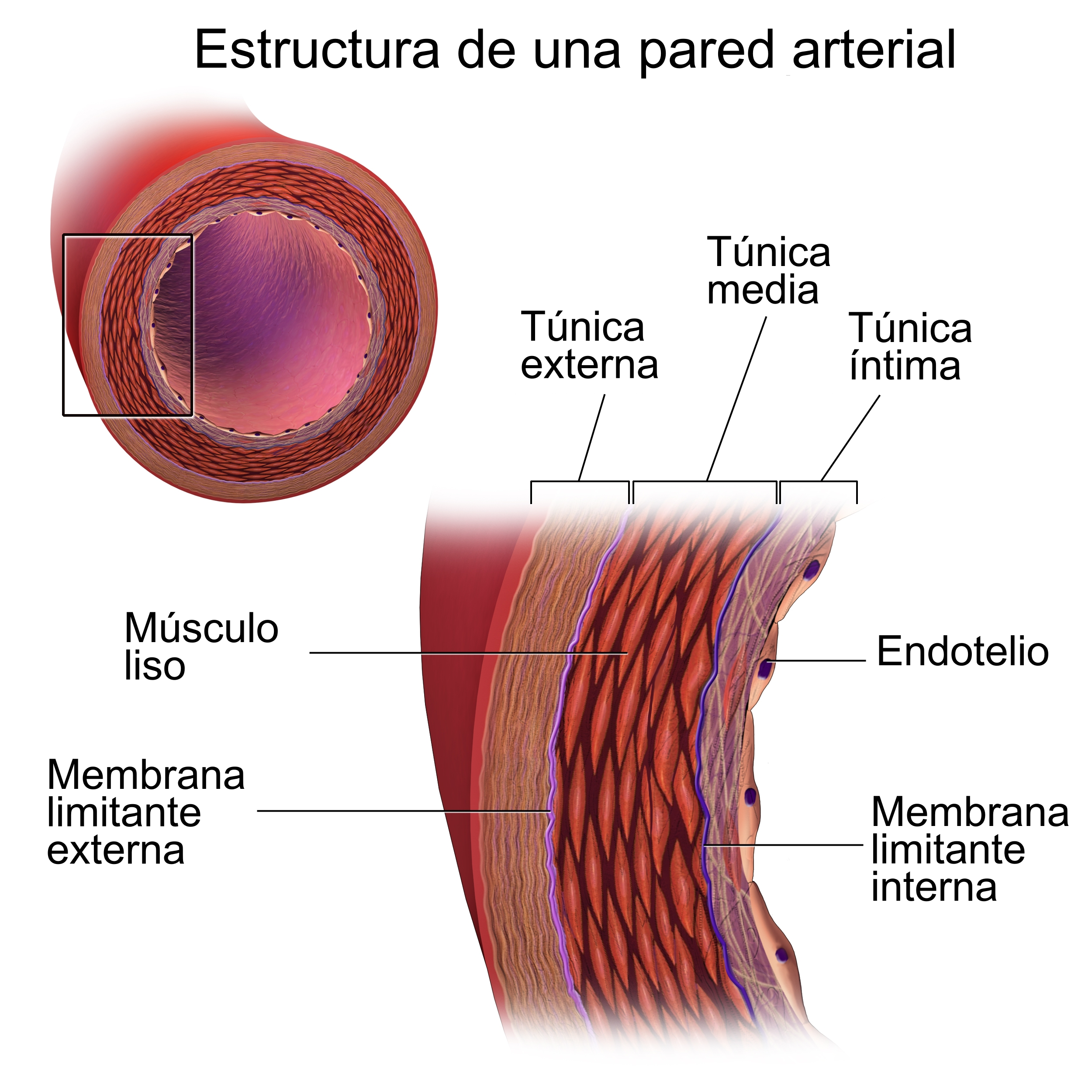
Estructura de la pared arterial. Ilustración por Blausen

La pared de la aorta está formada por tres capas concéntricas: íntima, media y adventicia. La íntima se encuentra en contacto directo con la sangre y está formada por células endoteliales. La media es mucho más gruesa, está formada por hasta 50 capas concéntricas de láminas de elastina entre las que se intercalan células de músculo liso con capacidad contráctil. La adventicia es la capa más externa, es relativamente fina y está formada por fibroblastos, fibras de colágeno y elásticas.

## La aorta y sus ramas

Árbol aórtico, diferenciando las distintas porciones y sus ramas.

La aorta ascendente emite dos ramas, las arterias coronarias, que distribuyen sangre en el miocardio. Luego, gira hacia el lado izquierdo del cuerpo, donde forma el cayado de la aorta (arco aórtico), el cual desciende y termina a nivel del disco intervertebral que separa la cuarta y la quinta vértebra dorsal. 
Al continuar su descenso se convierte en aorta descendente, se aproxima a los cuerpos vertebrales, cruza el diafragma, atraviesa el abdomen, y se divide, a la altura de la cuarta vértebra lumbar en las arterias ilíacas primitivas, que llevan sangre a los miembros inferiores. A lo largo de su recorrido emite vasos que se ramifican en otros más pequeños que distribuyen la sangre en los distintos órganos. En estos, las arterias se dividen en arteriolas, y después en capilares, que irrigan todos los tejidos del cuerpo, excepto los alveolos pulmonares.
- Ramas de la porción ascendente: arterias coronarias.
- Ramas del cayado de la aorta (arco aórtico): tronco braquiocefálico, arteria carótida común izquierda y arteria subclavia izquierda.
- Ramas de la porción descendente.
  - Ramas de la porción descendente torácica: arterias bronquiales, arterias esofágicas, ramas mediastínicas de la aorta torácica y arterias intercostales posteriores.
  - Ramas de la porción descendente abdominal: 
    - Ramas parietales: arteria diafragmática inferior y arterias lumbares;
    - Ramas viscerales: tronco celíaco, arteria mesentérica superior, arteria suprarrenal media, arteria renal, arterias gonadales (arteria ovárica/arteria testicular), y arteria mesentérica inferior.
    - Ramas terminales: arteria sacra media, arterias ilíacas primitivas derecha e izquierda.[12]

| Porción y ramas |
| Aorta ascendente Arterias coronarias derecha e izquierda: irrigan el corazón |
| Cayado de la aorta 1. Tronco arterial braquiocefálico 1. Arteria subclavia derecha: irriga el miembro superior derecho 2. Arteria carótida común derecha: irriga la mitad derecha de cabeza y cuello 2. Arteria carótida común izquierda: irriga la mitad izquierda de cabeza y cuello 3. Arteria subclavia izquierda: irriga el miembro superior izquierdo |
| Aorta torácica descendente 1. Arterias intercostales: irrigan los músculos intercostales y la pleura 2. Arteria diafragmática superior: irriga la cara posterior y superior del diafragma 3. Arterias bronquiales: irrigan los bronquios 4. Arterias esofágicas: irrigan el tercio medio del esófago. 5. Ramas mediastínicas de la aorta torácica: irrigan estructuras del mediastino. |
| Aorta abdominal 1. Arteria diafragmática inferior: irriga la cara inferior del diafragma y las glándulas suprarrenales 2. Tronco celíaco 1. Arteria hepática común: irriga el hígado 2. Arteria gástrica izquierda: irriga estómago y esófago 3. Arteria esplénica: irriga el bazo, páncreas y estómago 3. Arteria mesentérica superior: irriga el intestino delgado, ciego, colon transverso 4. Arteria suprarrenal media: irriga la glándula suprarrenal. 5. Arterias renales: irrigan los riñones 6. Arterias gonadales 1. Arteria testicular: irriga los testículos 2. Arteria ovárica: irriga los ovarios 7. Arteria mesentérica inferior: irriga colon transverso, descendente y sigmoide, y porción superior del recto 8. Arterias ilíacas primitivas: son las ramas terminales que se originan en la bifurcación de la aorta. Dan lugar a las arterias ilíacas externas que irrigan los miembros inferiores y las arterias ilíacas internas que irrigan útero, próstata, músculos de los glúteos y vejiga urinaria |

## Patologías

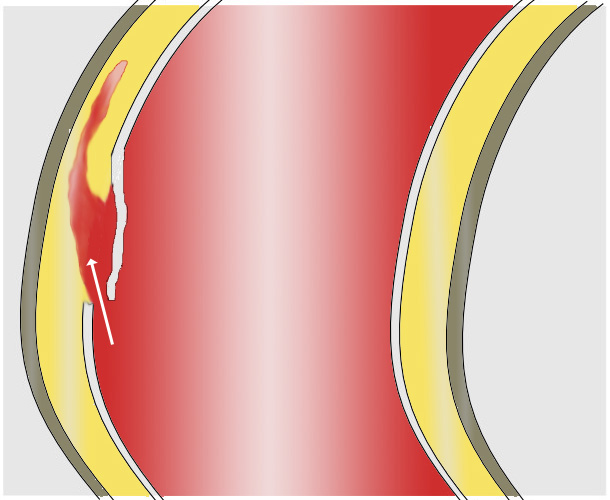
Disección aórtica

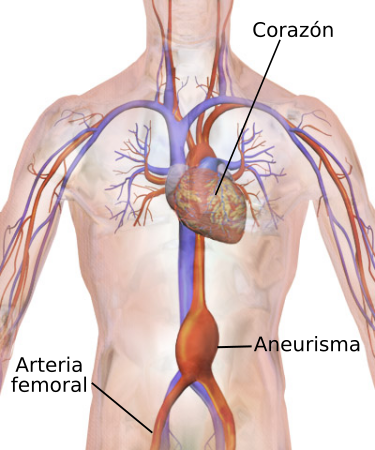
Aneurisma de la aorta abdominal.

- Aneurisma de aorta. Es una dilatación localizada en un sector de la pared de la arteria.[13]
- Coartación aórtica. Consiste en un estrechamiento localizado de la arteria.
- Disección aórtica. Es un desgarro de la pared arterial que permite que la sangre fluya entre sus capas y las fuerce a separarse, formando una falsa luz en la pared.[13]
- Rotura traumática. Puede ser por herida o traumatismo grave, por ejemplo atropello y aplastamiento del tórax. Es una situación muy grave con alta mortalidad.
- Transposición de los grandes vasos. Es una enfermedad congénita en que la arteria aorta sale del ventrículo derecho en lugar del ventrículo izquierdo.
- Ateroesclerosis. Consiste en el depósito de sustancias lipídicas en la capa íntima de la pared arterial.
- Úlcera aórtica penetrante. Consiste en la formación de una ulceración sobre una lesión previa por arterioesclerosis, penetrando en la pared a cierta profundidad.[13]
- Síndrome aórtico agudo. No es una enfermedad en sí misma, puede deberse a úlcera penetrante, hematoma intramural o disección aórtica. Los síntomas se inician de forma aguda, destacando el dolor torácico.